# Journey to Love
Journey to Love — третий студийный альбом американского джаз-рокового бас-гитариста Стэнли Кларка, выпущенный в 1975 году на лейбле Epic/Nemperor, вошёл в десятку чарта Billboard Top R&B Albums, а один из его треков, «Silly Putty», стал хитом на FM-радио.

## История создания
Для записи альбома 1975 года Journey to Love Стэнли Кларк снова привлёк известных музыкантов жанра джаз-фьюжн. Композиция акустического трио «Song to John» включала Стэнли на контрабасе, Чика Кориа на фортепиано и Джона Маклафлина на акустической гитаре. Основная группа состояла из барабанщика Стива Гэдда, гитариста Дэвида Саншеса и клавишника Джорджа Дюка из группы Фрэнка Заппы. 
Альбом Journey to Love запомнился гостевым появлением гитариста Джеффа Бека в номере «Hello Jeff» и заглавном треке. По словам Кларка, Джефф Бек — один из его любимых музыкантов, с которыми он когда-либо играл. Кларк считает, что у Бека есть уникальная выразительность, он играет мелодию так, как мало кто может играть на гитаре. Всё началось с того, что Бек стал исполнять на своих концертах композицию «Power» из альбома Stanley Clarke (1974). Затем гитарист, выступая с гастролями в США, приехал к Стэнли в его дом на Лонг-Айленде, и они проговорили около часа. Это привело к тому, что во время записи альбома Journey to Love Кларк позвонил ему и пригласил Джеффа сыграть.

«Это веселая, фанковая пластинка, и я отлично провел время, записывая её. Много крутой игры, и это было также новым — я исследовал различные басовые звуки на своем Alembic, выдвигая бас вперед. Вы действительно можете услышать его на этой пластинке»— Стэнли Кларк, интервью MusicRadar
Со-продюсером и звукорежиссёром альбома стал Кен Скотт, который уже работал со Стэнли Кларком при записи предыдущего альбома музыканта.

## Об альбоме
Открывает альбом «Silly Putty» — упругий фанковый трек с яростным электрическим басом, сыгранным Кларком. За ней следует заглавная песня под названием «Journey to Love», на которой, по мнению издания All About Jazz, барабанщик Стив Гэдд превзошел более именитого Тони Уильямса, участвовавшего в записи предыдущего альбома Stanley Clarke. Американский бас-гитарист Thundercat считает, что эта композиция оказала большое влияние на него. «Это больше, чем просто игра на басу. Это композиция, техника и важность общей картины музыки. „Journey to Love“ до сих пор одна из моих любимых мелодий. На самом деле, в конце моего сольного альбома The Golden Age of the Apocalypse я как бы немного подражаю ей в последнем треке альбома „Return to the Journey“», — говорит музыкант.
Как пишет журнал Guitar World, жемчужина альбома — инструментальный номер «Hello Jeff», положивший начало сотрудничества Стэнли с британским виртуозом гитары Джеффом Беком. Когда звезда шоу — в данном случае басист Стэнли Кларк — фактически включает имя своего сессионного гитариста в название трека, на котором он играл, можно ожидать запоминающихся гитарных партий. Вступительная тема «Hello Jeff» быстро сменяется мгновенно узнаваемым басом Кларка, прежде чем Бек возвращается, чтобы сыграть относительно простой аккорд, убаюкивая слушателя ложным чувством спокойствия. Затем гитарист высвобождает каскад гитарных фраз — каждая из которых является мастер-классом по созданию неожиданного. По мнению Jazz Magazine, в этом треке Бек электризует атмосферу, его звук резкий и воздушный одновременно. Гитаристу аккомпанируют Кларк на басу, Дэвид Саншес на ритм-гитаре, Джордж Дюк на клавишных и Стив Гэдд на барабанах. Журнал Guitar Player считает, что «гений и видение Кларка, а также его способность переизобретать то, что может делать бас-гитара, соответствовали собственному поразительно инновационному подходу Бека к электрогитаре».
Композиция «Song to John», посвященная покойному саксофонисту Джону Колтрейну, — это драйвовая, полностью акустическая мелодия, написанная и сыгранная Стэнли Кларком и Чиком Кориа вместе с Махавишну Джоном Маклафлином на гитаре. Стэнли действительно придает мелодии силу, что в отсутствие барабанщика, является непростой задачей.
Завершающий альбом «Concerto for Jazz/Rock Orchestra» — это эклектичное произведение из четырёх частей без явного  тематического единства, составленное из примерно дюжины фанковых и роковых фраз, склеенных вместе.

## Релиз и критика
Альбом был издан 18 ноября 1975 года лейблом Epic/Nemperor и в декабре поднялся до 34-й позиции в чарте Billboard 200. Синглом была выпущена композиция «Silly Putty» с B-сайдом «Hello Jeff».
В 2021 году онлайн-издание All About Jazz включило Journey to Love в свой список «Лучших записей стиля джаз-рок-фьюжн», отметив, что Стэнли Кларк играл и быстро, и точно, но никогда не в ущерб хорошему вкусу.
По мнению обозревателя журнала Prog, такие ранние сольные работы Кларка, как Journey To Love и School Days оказали большое влияние на восприятие аранжировок и способ прослушивания музыки аудиторией. По воспоминаниям  Стэнли, промоутеры недоумевали и были глубоко встревожены радикальной идеей, когда бас-гитарист является фронтменом группы — он пишет песни, руководит группой и выступает хедлайнером на больших рок-аренах. «Выходить на сцену в качестве лид-басиста сейчас — совершенно естественное дело. Но тогда для басиста играть концерты и выпускать альбомы было почти под запретом», — иронизирует Кларк.
Музыкальный критик Пьеро Скаруффи включил Journey to Love в свой список «Лучших джазовых альбомов 1970-х».

## Список композиций
Автор всех композиций — Стэнли Кларк, кроме отмеченных отдельно
1. «Silly Putty» (4:52)
2. «Journey to Love» (4:52)
3. «Hello Jeff» (5:16)
4. «Song to John, Part 1» (Кларк, Чик Кориа) (4:22)
5. «Song to John, Part 2» (Кларк, Кориа) (6:09)
6. «Concerto for Jazz/Rock Orchestra, Parts 1-4» (14:25)

## Участники записи
- Стэнли Кларк — бас-гитара, контрабас, орган, пикколо-бас, колокольчики, гонг, вокал
- Чик Кориа — фортепиано в «Song to John»
- Джордж Дюк — клавишные, колокольчики, вокал
- Джефф Бек — электрогитара в «Hello Jeff» и гитарное соло в «Journey to Love»
- Джон Маклафлин — акустическая гитара в «Song to John»
- Дэвид Саншес — электрогитара, 12-струнная гитара
- Джон Фэддис — труба
- Алан Рубин — труба
- Лью Солофф — труба
- Том Мэлоун — тромбон
- Дэвид Тейлор — тромбон
- Эрл Чапин — духовые инструменты
- Джон Кларк — духовые инструменты
- Питер Гордон — духовые инструменты
- Уилмер Уайз — духовые инструменты
- Стив Гэдд — ударные, перкуссия
- Ленни Уайт — ударные в «Hello Jeff»